# Municipio de Cooper (Illinois)
El municipio de Cooper (en inglés: Cooper Township) es un municipio ubicado en el condado de Sangamon en el estado estadounidense de Illinois. En el año 2010 tenía una población de 893 habitantes y una densidad poblacional de 12,01 personas por km².

## Geografía
El municipio de Cooper se encuentra ubicado en las coordenadas 39°44′42″N 89°26′26″O / 39.74500, -89.44056. Según la Oficina del Censo de los Estados Unidos, el municipio tiene una superficie total de 74.38 km², de la cual 73,88 km² corresponden a tierra firme y (0,67 %) 0,49 km² es agua.

## Demografía
Según el censo de 2010, había 893 personas residiendo en el municipio de Cooper. La densidad de población era de 12,01 hab./km². De los 893 habitantes, el municipio de Cooper estaba compuesto por el 96,08 % blancos, el 0,9 % eran afroamericanos, el 0,11 % eran amerindios, el 0,9 % eran asiáticos, el 0,78 % eran de otras razas y el 1,23 % eran de una mezcla de razas. Del total de la población el 0,67 % eran hispanos o latinos de cualquier raza.